# Pringá
Le pringá (de pringar, en raison de la manière traditionnelle de le consommer) est le nom donné aux ingrédients carnés du puchero ou ragoût andalou, c'est-à-dire la viande - boudin, flanchet, poulet, etc. -, le boudin noir, le chorizo et le lard, qui, une fois cuits avec le reste du ragoût, sont émiettés et piqués avec des morceaux de pain pour être consommés en second plat, ou broyés et tartinés sur du pain. Les montaditos de pringá, servis en tapa, sont particulièrement appréciés. Il est commercialisé industriellement comme pâté. Il est également utilisé comme ingrédient dans d'autres recettes plus élaborées, notamment les croquettes. C'est un plat typique de l'Andalousie.

## Histoire
Selon Emilia González Sevilla, le pringá vient de l'olla podrida, un plat qui trouve son origine dans l'ancienne adafina séfarade, un ragoût qui était préparé au XVe siècle le vendredi soir à feu doux pour être consommé chaud le lendemain en observant le sabbat (cette recette ne comprenait évidemment pas de porc, mais de l'agneau). 